# Mobil enhet
En mobil enhet, eller mobildator, är en digital apparat som får plats i fickan. En mobil enhet är vanligen försedd med en pekskärm, en kamera och Internetanslutning. Under 1990-talet var handdatorer mycket vanliga. Idag finns det många slags mobila enheter, såsom smarttelefoner, surfplattor och läsplattor.